# Sabahtritia mirabilis
Sabahtritia mirabilis är en kvalsterart som beskrevs av Sandór Mahunka 1991. Sabahtritia mirabilis ingår i släktet Sabahtritia och familjen Synichotritiidae. Inga underarter finns listade i Catalogue of Life.